# Henkel
Henkel é uma empresa alemã de produtos químicos, em especial detergentes, cosméticos e adesivos.

## Histórico
A empresa foi fundada por Fritz Henkel, junto a dois outros sócios, em 26 de setembro de 1876. Ali produziram seu primeiro detergente, à base de silicato, chamado, em alemão, de "Universalwaschmittel".
Com o tempo a empresa foi ampliando sua produção, e diversificando a gama de produtos.

## Henkel do Brasil
A companhia instalou-se no Brasil em 1955, através da empresa subsidiária "Detergenta Industrial", com capital da empresa multinacional.
Em 24 de fevereiro de 1972, a Henkel foi bastante afetada pelo trágico incêndio do edifício Andraus, na capital paulista, perdendo ali um dos seus setores e importantes executivos.
Ampliando suas instalações, ao longo dos anos, a empresa consolidou-se no mercado brasileiro, inclusive com subsidiárias autónomas, como a Loctite e Pritt, que produzem colas.
A Henkel através da marca Cascola, possui parceria/patrocínio com o Corinthians.